# Roundhay Garden Scene
Roundhay Garden Scene (česky Scéna ze zahrady v Roundhay) je krátký film z roku 1888. Jedná se o nejstarší dochovaný film.
Byl natočen na Oakwood Grange Road v Roundhay, Leeds, Západní Yorkshire, Anglie a jeho autorem je Louis Aimé Augustin Le Prince. Vystupuje zde Adolphe Le Prince (Le Princův syn), Sarah Whitley (Le Princova tchyně), Joseph Whitley a slečna Harriet Hartley chodící na okraji záběru.
Stáří filmu je určeno na 14. října 1888 a jedna z účinkujících, Le Princeova tchyně, zemřela v říjnu tohoto roku. Do dnešního dne se zachovala jen část snímků.
Snímek byl zaznamenán na celuloidový fotografický film Le Pronceovou vlastnoručně vytvořenou jednočočkovou kamerou. Původně nahrávka obsahovala 12 snímků na sekundu, ale nyní je pravděpodobně nekompletní, a proto po rekonstrukci hraje 2 sekundy a má 18 snímků. Film je němý, neozvučený, černobílý, public domain.